# Ölands Bank

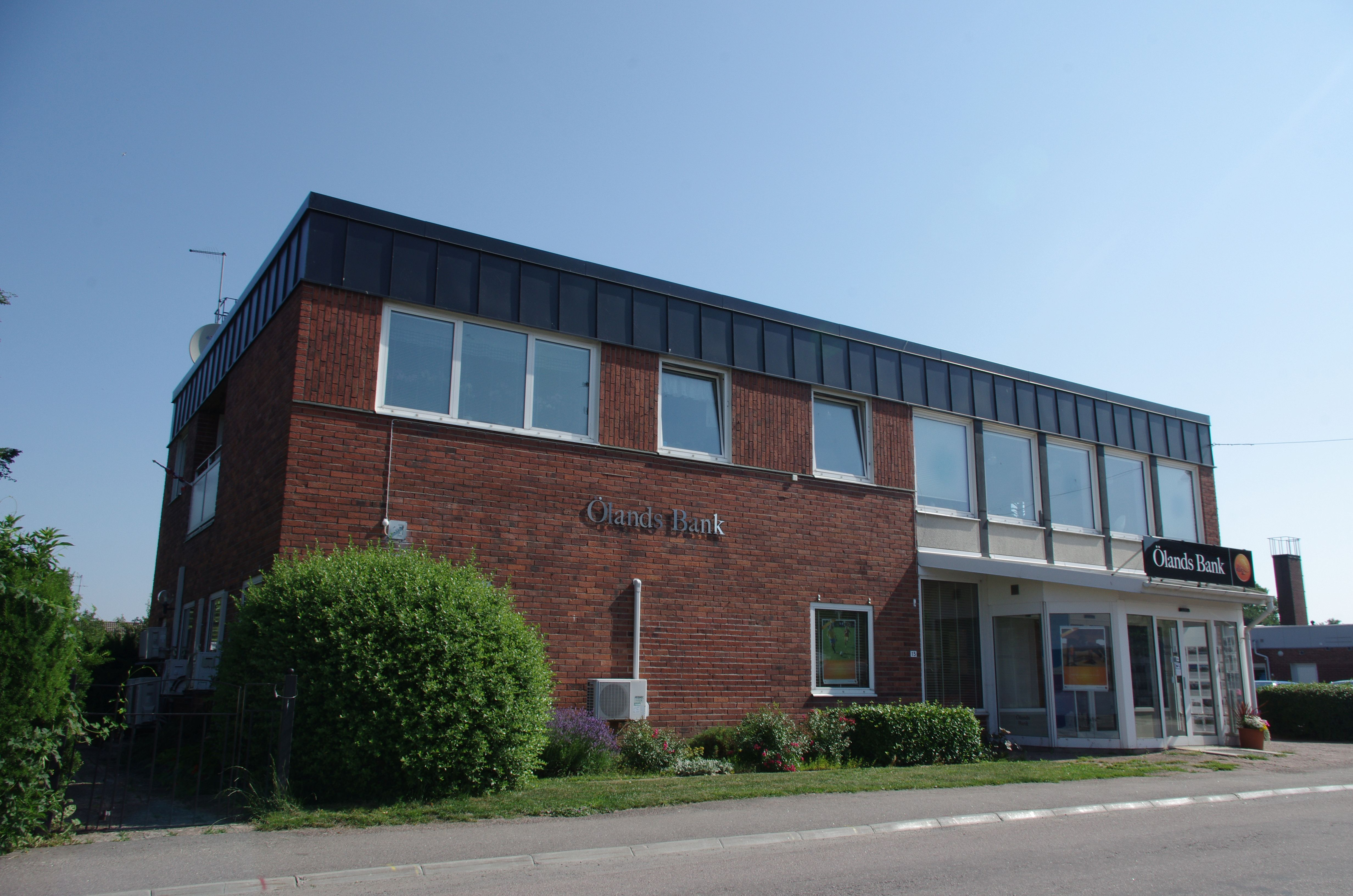
Ölands Bank in Mörbylånga

Die Ölands Bank AB ist eine selbständige Bank auf der schwedischen Ostseeinsel Öland.
Die Bank unterhält Filialen in den ölandischen Orten Borgholm, Degerhamn, Färjestaden, Löttorp und Mörbylånga. Ölands Bank gehört zu 60 % der schwedischen Großbank Swedbank und zu 40 % der Sparbanksstiftelse Öland. Die Ölands Bank gehört dem Verband der schwedischen Freien Sparkassen Sparbankernas Riksförbund an.